# RTVi
RTVI («Ар-ті-ві-ай», розшифровується як «Російське міжнародне телебачення», рос. Русское международное телевидение, англ. Russian TeleVision International) — міжнародний російськомовний телеканал, який мовить у Казахстані, Молдові, Грузії, країнах Балтії, Німеччині, Ізраїлі, Великій Британії, Іспанії, США, Канаді, Австралії та низці інших. Канал є наступником старого НТВ і ТВ6. Загальна аудиторія телеканалу RTVi становить близько 25 млн осіб. У Росії програми RTVi доступні через супутникове мовлення та в деяких кабельних телевізійних мережах.
Засновником телеканалу є Володимир Гусинський.

## Історія

### 1997–2002. NTV International
Телеканал почав постійне мовлення 1 січня 1997, спочатку називався «NTV International» (ЗАТ «Інтер-ТВ») та служив міжнародною, ліцензійно очищеною версією телеканалу «НТВ». Виникнувши задовго до появи «РТР-Планета» і «Перший канал. Всесвітня мережа», «NTV International» був першопрохідником і монополістом в галузі закордонного російськомовного телебачення пострадянського періоду. Широкою популярністю і попитом телеканал користувався, в основному, в Ізраїлі, Європі та США у російськомовних діаспор. «NTV International» не містив у власній сітці програми, фільми та трансляції зарубіжного виробництва (права на них поширювалися тільки на Росію), замінюючи їх на радянські фільми, повтори передач минулих років, передачі каналу «ТНТ» та контент власного виробництва. Пізніше серіали та фільми закордонного виробництва все ж таки з'явилися в ефірі: вони почали купуватися окремо від російського «НТВ».
Експансія телеканалу до країн Європи розпочалася у травні 1998 року, мовлення «NTV International» на європейські країни почалося з 12 червня 1998 року, дня Росії. 
З осені 1999 року в американських кабельних мережах почали мовлення два канали виробництва «Медіа-Мосту» — NTV і NTV+ відповідно. NTV був сумішшю з передач європейської версії «NTV International» з частиною програм власного виробництва (наприклад, «Сьогодні» в Америці). NTV+ був сумішшю телеканалів «НТВ-Плюс Наше кіно» і «НТВ-Плюс Дитячий світ». Надалі ці телеканали стали називатися «RTVI» та «RTVI+» (останній незабаром припинив своє мовлення). 
Після зміни власника та відходу команди Євгенія Кисельова з телекомпанії «НТВ» телеканал «NTV International» відмовився підкорятися новому керівництву російського каналу, оскільки мав закордонну юридичну особу. З квітня 2001 року телеканал почав ретранслювати новини «ТНТ», а потім практично в повному обсязі ретранслював передачі російського телеканалу «ТВ-6» (до січня 2002 року) і деякі передачі «НТВ» (до кінця вересня 2001 року), вставляючи власну рекламу і заставки. Програми «НТВ» та «ТНТ» не супроводжувалися логотипами телеканалів, програми «ТВ-6» виходили без логотипу лише спочатку (до червня 2001 року). Трансляція програм «НТВ» була перервана в середині осені 2001 року, коли нове керівництво російського каналу на чолі з [Борис Йордан|Борисом Йорданом]] приступило до створення нової міжнародної версії під назвою «НТВ Мир». Приблизно в цей же час створюється бренд RTVI для того, щоб виробляти власні програми, якими б розбавляли ефір «ТВ-6».

### 2002–2016. RTVI
Телекомпанія RTVI та її російська партнерська компанія «Ехо-ТВ» були засновані 2002 року після відключення телеканалу «ТВ-6». Головним акціонером RTVI на той час був один із засновників «НТВ» Володимир Гусинський, 
президентом телекомпанії —
колишній генеральний
директор «НТВ» Ігор
Малашенко. 
Генеральним директором московського представництва RTVI був молодий телеведучий із команди старого «НТВ» Андрій Норкін. Разом з ним до «Ехо-ТВ» перейшла працювати невелика частина співробітників «НТВ» та «ТВ-6», яка не пішла працювати з Євгеном Кисельовим на «ТВС».
Перший час роботи сітка мовлення оновленого телеканалу в основному складалася з художніх фільмів та серіалів російського та закорднного виробництва, а також заповнювалася архівними програмами російських телеканалів, перелік яких порівняно з «НТВ-Інтернешнл» розширився («НТВ», «ТНТ», «ТВ-6», «СТС», «ТВЦ», передачі незалежних виробників для «ОРТ» і «РТР»). З актуальних проектів колишнього «ТВ-6», який було перезапущено під назвою «ТВС», в ефірі тоді ще NTVi залишався лише третій сезон реаліті-шоу «За склом», який йшов з червня по липень 2002 року, а мовлення решти програм і телетрансляцій російського Шостого каналу тих років, зокрема й новин, у ньому не велося.
Після 2003 року команда журналістів RTVI поповнилася низкою інших колишніх співробітників телеканалів «НТВ», «ТНТ», «ТВ-6» та «ТВС». Серед них були Євгеній Кисельов (до 2009 року), Володимир Кара-Мурза-старший (до 2013 року), Віктор Шендерович (до 2007 року), та інші. Програму «Російска панорама» вів Матвій Ганапольский. Деякий час з каналом співпрацював відомий телеведучий Сергій Доренко. Деякими співробітниками каналу тих років (Ігор Малашенко, Володимир Гурєєв, Володимир Кара-Мурза-старший) RTVI сприймався як основа для однієї з майбутніх центральних «кнопок», яка теоретично могла б виникнути у разі зміни всієї влади у Росії.
В грудні 2007 року Андрій Норкин пішов з каналу, у зв'язку з тим, що витрати на виробництво контенту не відповідали бажаному ефекту (по іншій версії — у зв'язку з помірною політичною позицією RTVI, яка не влаштовувала його акционера). Замість нього московське представництво каналу на деякий час очолив Євгеній Кисельов.
З 2008 року експансія радіопрограм у телеефір продовжилася в більших масштабах, ніж раніше: радіостанція «Ехо Москви» і телекомпанія RTVI надавали регулярне мовлення радіопередачам «Особлива думка», «Грані тижня» з Володимиром Кара-Мурзою, «Код доступу» з Юлією Латиніною, «Без дурнів» з Сергієм Корзуном і ще ряд інших. 
Світова фінансова криза 2008 року спричинила негативні наслідки для телеканалу: RTVI згортає діяльність на Близькому Сході, залишаючи там невелике бюро, через відсутність грошей також сильно скорочуються чисельність та діяльність редакції у Москві.
З травня 2013 року з ефіру було прибрано всі програми, що вироблялися спільно з радіостанцією «Эхо Москви», крім програми «Особлива думка». Звільнивщийся ефірний час RTVI замінив власним контентом.
У вересні 2016 року новим генеральним продюсером телеканалу був назначений бувший журналіст і ведучий «НТВ» Олексій Пивоваров.

### 2016  — теперішній час. Перезапуск
1 грудня 2016 року телеканал RTVI почав перехід на нову сітку мовлення та підготовку до повного перезапуску. Перезапуск та перехід на формат мовлення 16:9 відбулися 19 червня 2017 року. В ефірі оновленого RTVI стали працювати відомі російські журналісти, переважно — колишні співробітники «НТВ» різних років: Леонід Парфьонов та інші. Своїми конкурентами оновлений RTVI розглядав телеканали «Сегодня», «Дождь» та портал Meduza.
У жовтні 2017 року через зменшення фінансування було реструктуризовано сітку мовлення, проведено скорочення персоналу та заморожено низку програм.
5 жовтня 2019 року новим власником американської юридичної особи телеканалу став американський бізнесмен вірменського походження Мікаель Ісраелян. 
25 червня 2020 року журналіст Олексій Пивоваров покинув посаду головного редактора RTVI (сама посада скасована), щоб зосередитися на своєму власному YouTube-каналі «Редакция», який продовжив тісне співробітництво з RTVI.
29 червня 2020 року генеральним продюсером телеканалу став рок-музикант, лідер групи «Ленинград» Сергій Шнуров. 10 березня 2022 року музикант повідомив про тимчасове призупинення співробітництва з RTVI. У квітні 2023 року в інтерв'ю агентству ТАРС Шнуров розповів, що не збирається повертатися на RTVI на посаду генерального продюсера. 24 серпня 2022 року генеральним продюсером каналу став Костянтин Обухов — учасник Вищої ліги КВК у складі команди «Станція Спортивна», колишній креативний проект «ТНТ». 2 березня 2023 року Обухов залишив посаду. У RTVI повідомили, що компанія планує сфокусуватися на розробці та виробництві інформаційно-аналітичних продуктів, тому необхідність посилення напряму розважальних програм втратила актуальність. RTVI зазначив, що компанія поки що не планує шукати кандидата на вакантну посаду. Обухов став новим генеральним продюсером телеканалу ТВ-3.
У листопаді 2022 року Ленінський районний суд Володимира на підставі позову військової прокуратури заборонив матеріал RTVI «Як пройшов перший день референдумів на підконтрольних Росії територіях України». Після цього стаття була видалена.
4 лютого 2023 року з'явилася інформація, що Євген Пригожин просить Роскомнагляд і Генпрокуратуру перевірити діяльність RTVI. Засновник ПВК Вагнер підозрює телеканал у поширенні недостовірної суспільно значущої інформації. Приводом для звернення бізнесмена став матеріал про колишнього в'язня, який втік у Норвегію, воював у лавах ПВК, Андрія Медведєва, який розповів про розправи вагнерівців над бійцями. Прес-служба RTVI, відповідаючи на запит Агентства, повідомила, що матеріал відправили на експертизу юристам, а доступ до нього поки що обмежили.